# Sainte-Agathe-la-Bouteresse
Sainte-Agathe-la-Bouteresse är en kommun i departementet Loire i regionen Auvergne-Rhône-Alpes i centrala Frankrike. Kommunen ligger i kantonen Boën som tillhör arrondissementet Montbrison. År 2022 hade Sainte-Agathe-la-Bouteresse 1 052 invånare.

## Befolkningsutveckling
Antalet invånare i kommunen Sainte-Agathe-la-Bouteresse
| Referens: INSEE |